# Spettroscopia gamma

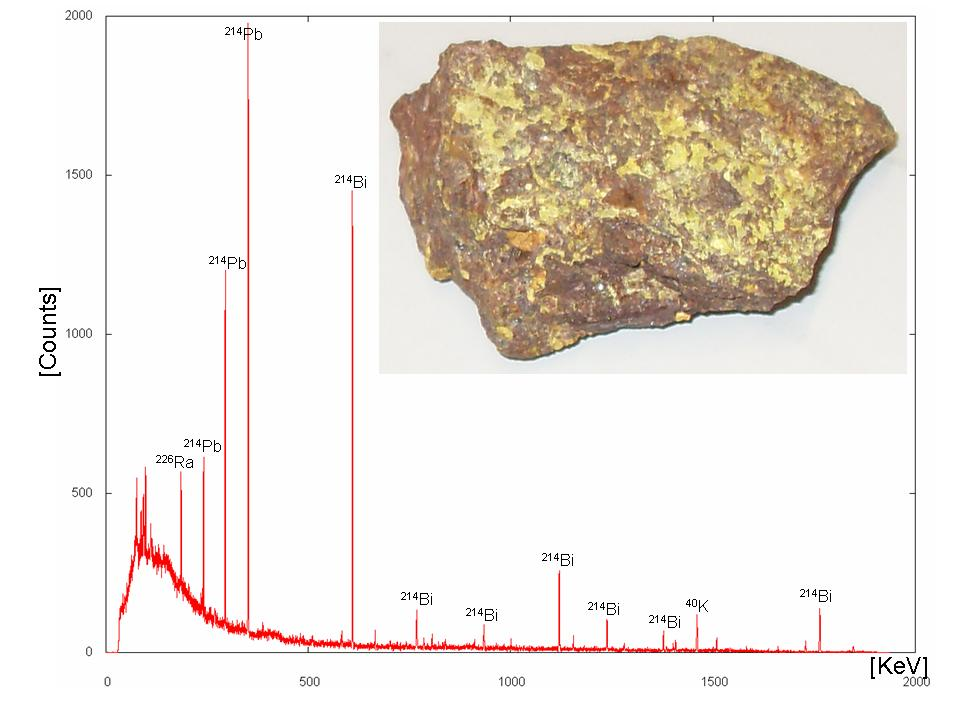
Spettro gamma dell'uranio.

La spettroscopia gamma è una tecnica spettroscopica dei radionuclidi.
Mentre un contatore Geiger determina solo il numero di raggi gamma che colpiscono il rivelatore in un tempo prefissato (per esempio, un minuto primo o un secondo), la spettroscopia gamma determina anche l'energia di tali particelle.
Gran parte delle sorgenti radioattive producono raggi gamma di varie energie e intensità. Raccogliendo i segnali di tali raggi si produce uno spettro di energia gamma. Un'analisi di questo spettro è tipicamente usata per determinare qualitativamente e quantitativamente gli emettitori gamma presenti nel campione, essendo ogni spettro gamma caratteristico di un particolare emettitore.

## Caratteristiche dei raggi gamma
I raggi gamma rappresentano la parte più energetica dello spettro di radiazione elettromagnetica, poiché presentano la lunghezza d’onda minore. 
I nuclei radioattivi, comunemente, emettono raggi gamma in uno spettro che va da pochi keV fino a circa 10 MeV, corrispondente alle tipiche energie dei livelli nucleari con una tempo di decadimento ragionevole. Questo tipo di sorgenti emettono fotoni gamma a energie discrete, corrispondenti alle transizioni tra i livelli nucleari: ciò produce degli spettri con “linee spettrali” discrete.

## Strumentazione di misura
Le emissioni elettromagnetiche del campione sotto esame presentano energie da pochi keV a molti MeV e vengono rivelate in modo indiretto, generando impulsi elettrici di diversa ampiezza proporzionale all'energia della particella che colpisce il rivelatore. Essendo i raggi gamma estremamente penetranti, riescono facilmente ad attraversare il rivelatore senza interagire con questo. Solo in parte tali raggi vengono rivelati e ciò dipende dall'efficienza del sensore utilizzato.
Gli impulsi elettrici generati vengono campionati con un  convertitore analogico-digitale (ADC) e catalogati da un analizzatore multicanale (MCA) in base alla loro ampiezza. Si ottiene così lo spettro di emissione, cioè si registra quanti impulsi per ogni energia (non singole energie, in realtà, che avrebbero larghezza infinitesimale, ma strette bande energetiche) sono stati generati dal campione.

### Sensori a scintillazione
La sonda di misura è costituita da un materiale scintillatore che, colpito dai raggi gamma, emette deboli lampi di luce visibile, infrarossi o ultravioletti con intensità proporzionale al raggio gamma incidente. Il materiale scintillatore - di solito un cristallo di NaI(Tl), CsI(Tl), BGO o LaBr3(Ce) - è accoppiato ad un fotomoltiplicatore (PMT) che trasduce ogni fotone in un impulso elettrico proporzionale all'intensità luminosa. Dato che i fotomoltiplicatori sono sensibili anche alla luce ambientale, il complesso scintillatore/PMT deve essere racchiuso all'interno di un contenitore che schermi completamente la luce.
Questi sensori hanno buone prestazioni anche a temperatura ambiente.

### Sensori a semiconduttore
Questi sensori sono costituiti da materiali semiconduttori che, interagendo con i raggi gamma, generano direttamente impulsi elettrici di ampiezza proporzionale alla particella da cui vengono colpiti. I materiali più utilizzati sono il germanio (Hyperpure or intrinsic germanium HPGe), il Tellururo di cadmio CdTe, il Tellururo di cadmio drogato con Zinco CdZnTe.
Questi sensori presentano buone prestazioni a temperature sotto zero e quelli al germanio necessitano di essere raffreddati a temperature criogeniche.

### Calibrazione in energia
Per analizzare un campione e quindi la sua radioattività, è necessario conoscere il rapporto tra l’energia del fotone assorbito dal rivelatore e il canale a cui viene associata, tale relazione risulta in buona approssimazione linearmente proporzionale. Per far ciò si esegue la calibrazione in energia dello strumento. La calibrazione in energia è effettuata con una sorgente di composizione ed attività note, che contiene i radionuclidi di interesse, o dei gamma emettitori con emissioni che consentono di coprire l’intervallo di energie d’interesse. 
Una volta ottenuto uno spettro con abbastanza statistica di conteggio, ponendo la sorgente di fronte al rivelatore, si identificano i picchi noti in modo da provvedere all’associazione canale-energia. Spesso i rivelatori sono accompagnati da software commerciali in grado di svolgere tale funzione.
La calibrazione in energia può essere influenzata da vari fattori, anche ambientali, pertanto va ripetuta periodicamente.

### Spettrometria con scheda audio
Gli impulsi elettrici da misurare e catalogare, se il campione in esame non ha un'attività troppo elevata, possono essere convertiti dal ADC della scheda audio di un personal computer. Questo perché gli impulsi da misurare devono essere tra loro sufficientemente distanziati nel tempo per poter essere correttamente campionati dall'ingresso audio di un PC. Una volta eseguita la conversione analogico/digitale, diversi software sono disponibili per effettuare la fase MCA di catalogazione degli impulsi e la visualizzazione dello spettro di emissione. Questo approccio permette di eseguire analisi anche a livello amatoriale.

## Componenti di uno spettrometro  gamma

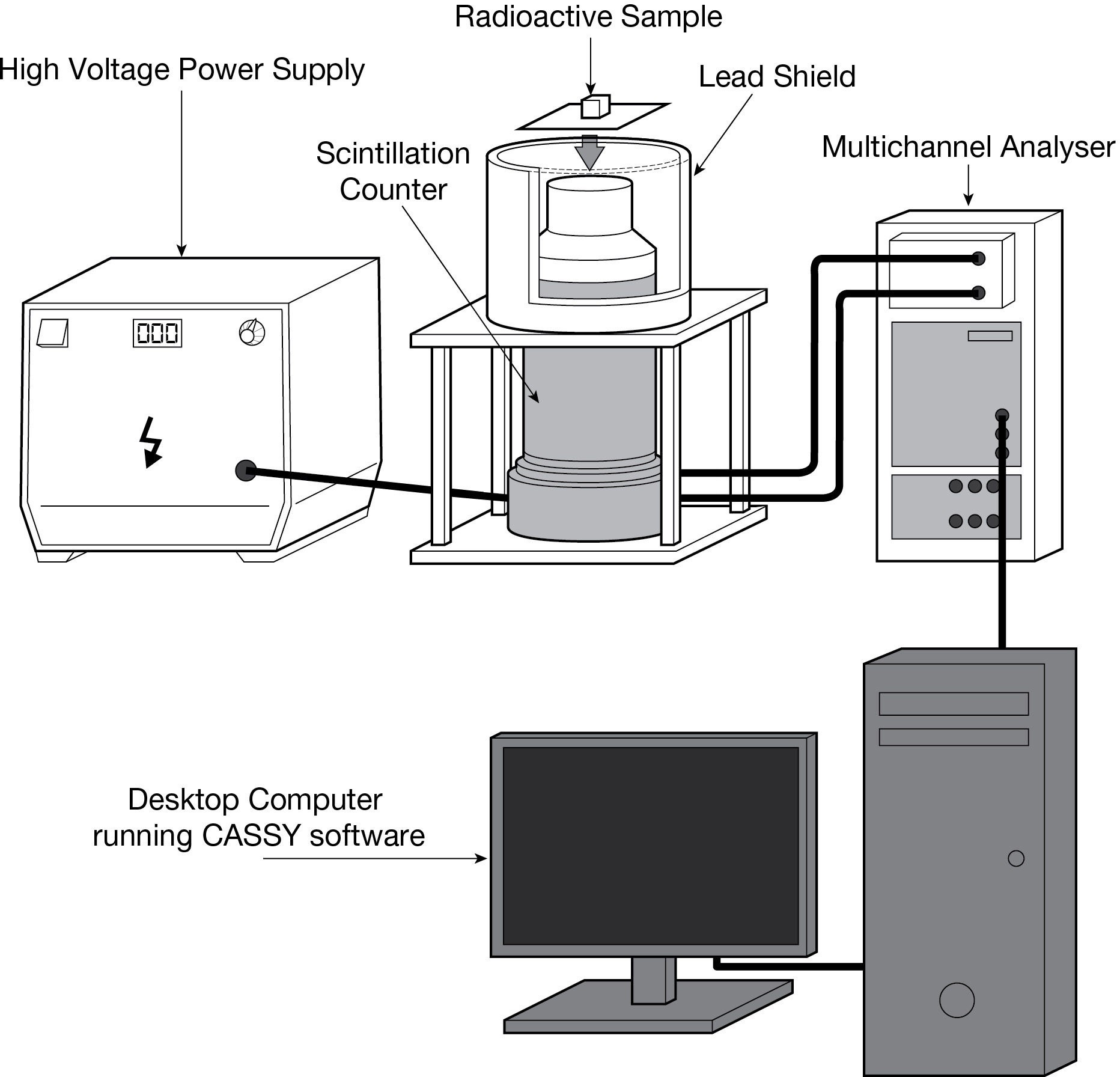
Strumentazione di laboratorio per determinare lo spettro gamma attraverso uno scintillatore.

I componenti principali di uno spettrometro gamma sono il rilevatore, sensibile alla radiazione, e i dispositivi elettronici che analizzano il segnale in uscita. In aggiunta potrebbero essere presenti amplificatori di segnale, rateometri e stabilizzatori.

### Rivelatore
I rivelatori di raggi gamma sono materiali passivi in grado di interagire con la radiazione gamma. I materiali più comuni sono Ioduro di sodio drogato con tallio (NaI(Tl)) e Germanio iperpuro (Hp-Ge).
I principali meccanismi d’interazione sono l’effetto fotoelettrico, l’effetto Compton e la produzione di coppia. Attraverso questi processi, l’energia del fotone gamma è assorbita dal rivelatore e convertita in un segnale di tensione. La tensione del segnale prodotto è proporzionale all’energia depositata dal fotone gamma. Per determinare con precisione l’energia del fotone gamma incidente, sarebbe preferibile  l’interazione mediante effetto fotoelettrico, poiché quest’ultimo deposita completamente l’energia incidente, ma una deposizione completa di energia è possibile anche quando avviene una serie di altre interazioni. Tuttavia attraverso l’effetto Compton o la produzione di coppia, una parte dell’energia del fotone potrebbe uscire dal volume del rivelatore senza interagire, in tal caso l’energia assorbita si comporta come quella proveniente da un raggio gamma a energia minore completamente assorbito. Questo dà luogo a una componente spettrale che si sovrappone nelle regioni a più bassa energia. Tale effetto è mitigato usando rivelatori con volumi maggiori.

### Acquisizione dei dati
L’impulso in tensione, prodotto da ogni interazione tra il rivelatore e il fotone gamma, viene poi analizzato da un analizzatore multicanale (MCA). Quest’ultimo riceve il segnale transitorio e lo rimodella secondo una funzione gaussiana o trapezoidale. Da queste funzioni, il segnale è poi convertito in formato digitale tramite un convertitore analogico-digitale (ADC), in alcuni sistemi tale conversione prima della rimodellazione del picco. Il convertitore analogico-digitale inoltre associa un bin, o “canale”, ad ogni impulso in base alla sua altezza. Ogni canale rappresenta un intervallo specifico di energie nello spettro, quindi il numero di segnali per ogni canale, rappresenta l’intensità spettrale del campo di radiazioni per quell’intervallo di energie. Per ottenere questa associazione tra energia e canale è necessario compiere una calibrazione in energia. Cambiando il numero di canali è possibile modulare la risoluzione e la Sensibilità spettrale.
Un MCA usa un convertitore analogico-digitale veloce per registrare e immagazzinare le informazioni degli impulsi che arrivano in input.
L’uscita del MCA è mandata a un computer che salva, visualizza e analizza i dati. Sono disponibili diversi software di vari produttori, che di solito comprendono strumenti per la calibrazione in energia, calcolo dell’area del picco (anche al netto del fondo) e calcolo della risoluzione.